# Dampferstil

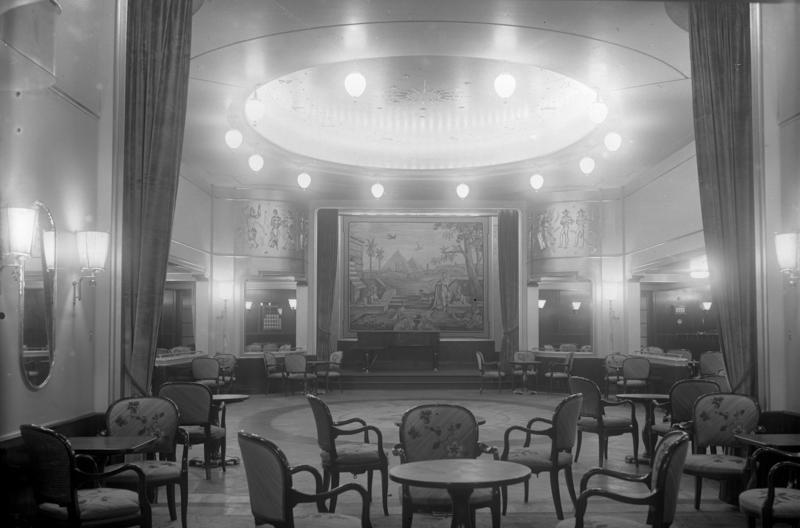
Ballsaal des Schnelldampfers Europa von 1928

Als Dampferstil bezeichnet man Einrichtungsmerkmale der in den 1920er und 1930er Jahren gebauten deutschen Passagierschiffe. Seltener und jedenfalls nicht im wissenschaftlichen Sprachgebrauch wird der Begriff auch auf den überladenen historisierenden Ausstattungsstil der in der Zeit von 1870 bis 1900 gebauten Schnelldampfer angewendet.

## Entwicklung
Historische Voraussetzung und struktureller Kern dieser durchaus nicht einheitlichen Stilhaltung ist ein Neoklassizismus, der nach monumentalen Räumen strebt, diese aber dekorativ anreichert durch je nach Raumfunktion kleinteilige oder kraftvolle Motive aus Antike, Rokoko, Klassizismus und durchaus auch dem Art déco. Wertvolle Materialien und Vergoldungen tragen zum opulenten Gesamteindruck bei. Von der Gestaltungsweise des Historismus der in den Gründerjahren gebauten Schnelldampferausstattungen unterscheidet sich der „Dampferstil“ durch Verzicht auf neobarocken Schwulst und Ersatzmaterialien, wie Gips und Masermalerei. Um Exklusivität und vornehmen Geschmack auszudrücken, gab man ihm vielmehr eine gewisse dezente Strenge.
Protagonist dieses Interieurstils war Paul Ludwig Troost, der bis zu seinem Tod 1934 Einrichtungen für Passagierschiffe des Norddeutschen Lloyds entwarf und wesentliche Elemente dieses Stils in seinen Räumen für Repräsentanten des NS-Regimes fortsetzte, wiederverwandte und weiterentwickelte. Ausgeführt wurden viele dieser Innenausbauten in den Vereinigten Werkstätten.